# Geißlstein
Der Geißlstein gehört mit 906 m zu den kleineren Bergen im Bayerischen Wald. Er liegt östlich des Brotjacklriegels sowie direkt neben dem Aschenstein. Der Gipfel verfügt über keine Aussicht. Er ist nur weglos zu erreichen.